# Горобець Руслан Миколайович (військовик)
Русла́н Микола́йович Горобе́ць (1990—2022) — солдат Збройних Сил України, учасник російсько-української війни.

## Життєпис
Народився 24 лютого 1990 року в селі Олешня Охтирського району Сумської області.
Загинув 26 лютого 2022 в районі міста Охтирка.

## Нагороди та вшанування
- Орден «За мужність» III ступеня[1].